# ФК Бусије
Фудбалски клуб Бусије је српски фудбалски клуб из Бусија, у општини Земун. Клуб је основан 29. новембра 2003. године у истоименом насељу. Тренутно се такмичи у 1. Београдској лиги - група А, петом такмичарском нивоу српског фудбала.

## Историја
Прва такмичарска сезона под окриљем Фудбалског савеза Београда била је 2004/05, док је прва званична победа остварена исте године, против екипе ФК Хероја у Јајинцима. Након шест сезона такмичења и махом пласмана у средини табеле, клуб је по први пут био близу пласману у виши ранг у сезони 2010/11. ФК Бусије су до последњег кола, где су дочекале ФК Институт из Земун Поља, биле прве на табели. Због боље гол разлике био је довољан само бод за потврду првог места и историјски пласман у виши ранг такмичења. Гости су били успешнији у тој утакмици и победили резултатом 0:2. Те сезоне пропуштена је прва и до тада најизгледнија прилика за пласман у виши ранг у историји клуба. У сезонама 2012/13. као и 2015/16. клуб је поновио успех, завршавао сезону на другој позицији, али ипак није био толико близу пласману у виши ранг као у сезони 2010/11. Реорганизацијом лига Фудбалског савеза Београда 2013. године, ФК Бусије, као и остали клубови тадашње Треће Београдске лиге (седмог ранга такмичења) прелазе у лигу изнад, која опет представља најнижи ранг такмичења (шести) под окриљем Фудбалског савеза Београда.
Почетак сезоне 2021/22. уопште није слутио на то да се игра историјска сезона, већ је деловало као да је у питању још једна година слична претходним - добар фудбал, променљиви резултати и на крају позиција у горњем делу табеле. Без изражених амбиција за пласман у виши ранг ФК Бусије су у уводних пет кола Међуопштинске лиге - група А са две победе и три везана пораза заузимале тек осму позицију на табели, са у том моменту „ненадокнадивих” једанаест бодова заостатка за водећом екипом Новог Београда. Након тог кола, екипа је успела да знатно подигне форму и импресивним низом од осам победа у осам кола (гол разлика 28:5) заврши јесењи део сезоне и приђе на само два бода водећој екипи. Смењивали су се у уводна четири кола пролећног дела Бусије и Нови Београд на првом месту, све до седамнаестог кола и дерби утакмице ове две екипе. Бусије су на гостујућем терену у 33. блоку подно Генекс куле савладале Нови Београд резултатом 3:2 и са три бода предности заселе на чело табеле. До краја пролећног дела такмичња екипа је забележила осам победа и један пораз, што је било и више него довољно да се сезона заврши са пет бодова вишка у односу на другопласирану екипу. Овим историјским успехом и освајањем Међуопштинске лиге - група А, ФК Бусије су по први пут и својој деветнаестогодишњој историји избориле пласман у виши ранг такмичења. 
| Лига                               | Сезона  | Позиција  |
| ---------------------------------- | ------- | --------- |
| Трећа Београдска лига- група Б     | 2006/07 | 7.        |
| Трећа Београдска лига- група Б     | 2007/08 | 4.        |
| Трећа Београдска лига- група Б     | 2008/09 | 5.        |
| Трећа Београдска лига- група Б     | 2009/10 | 7.        |
| Трећа Београдска лига- група Б     | 2010/11 | 2.        |
| Трећа Београдска БИП лига- група Б | 2011/12 | 6.        |
| Трећа Београдска лига- група Б     | 2012/13 | 2.        |
| Међуопштинска лига- група А        | 2013/14 | 4.        |
| Међуопштинска лига- група А        | 2014/15 | 4.        |
| Међуопштинска лига- група А        | 2015/16 | 2.        |
| Међуопштинска лига- група А        | 2016/17 | 4.        |
| Међуопштинска лига- група А        | 2017/18 | 3.        |
| Међуопштинска лига- група А        | 2018/19 | 4.        |
| Међуопштинска лига- група А        | 2019/20 | прекинуто |
| Међуопштинска лига- група А        | 2020/21 | 3.        |
| Међуопштинска лига- група А        | 2021/22 | 1.        |

Карактеристично је то да од оснивања клуба екипу састављају већином локални играчи из самог насеља, који су махом пореклом из Републике Српске Крајине и Републике Српске. Основни задатак и циљ клуба је дружење, развој и омасовљавање фудбала као спорта. Пошто у свом насељу немају фудбалски стадион, ФК Бусије од прве такмчарске сезоне 2004/05. своје противнике као домаћин дочекује у Угриновцима, на терену ФК Синђелић.

## Ривалство
Утакмице против БСК-а из Батајнице и Синђелића из Угриноваца представљају локалне дербије између ова три насеља.